# Короткий разгибатель большого пальца кисти
Короткий разгибатель большого пальца кисти (лат. Musculus extensor pollicis brevis) — мышца предплечья задней группы.
Располагается в нижней части предплечья по латеральному краю его задней поверхности.
Мышца начинается от межкостной перегородки предплечья и задней поверхности тела лучевой кости. Направляется косо вниз и располагается рядом с сухожилием длинной мышцы, отводящей большой палец кисти.
Сухожилия этих двух мышц окружены влагалищем сухожилий длинной отводящей мышцы и короткого разгибателя большого пальца кисти (лат. vagina tendinum musculi abductoris longi et extensoris brevis pollicis). Пройдя под удерживателем разгибателей, мышца прикрепляется к основанию тыльной поверхности проксимальной фаланги большого пальца кисти.

## Функция
Разгибает проксимальную фалангу большого пальца.